# Đồng bằng Thanh Hóa
Đồng bằng Thanh Hóa là vùng đồng bằng nằm trong địa giới hành chính tỉnh Thanh Hóa, Việt Nam, chủ yếu được bồi đắp bởi phù sa của hệ thống sông Mã, hệ thống sông Yên và hệ thống sông Bưởi. Một phần của đồng bằng này, bao gồm các xã phía bắc huyện Nga Sơn thực chất thuộc vùng đồng bằng sông Hồng.

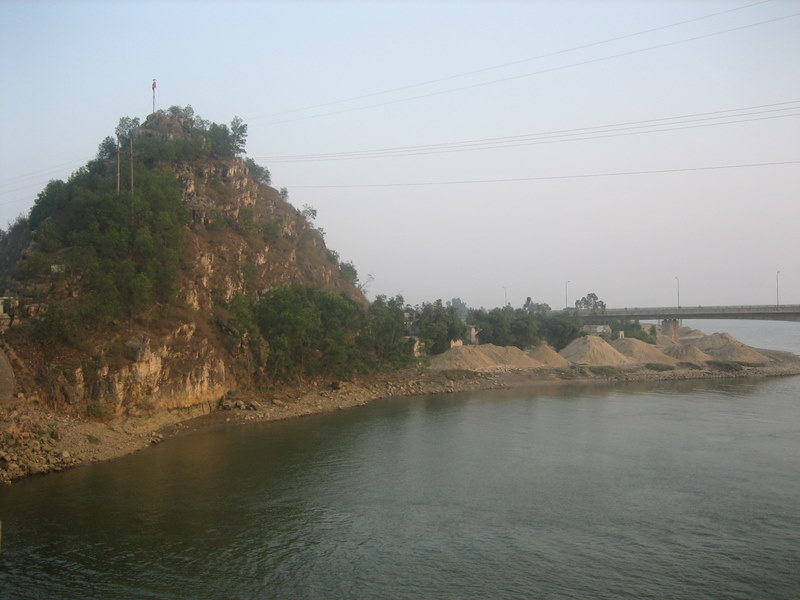
Một đoạn sông Mã thuộc địa bàn thành phố Thanh Hóa

## Đặc điểm địa hình, thổ nhưỡng
Đồng bằng Thanh Hóa có dạng một tam giác châu, với đỉnh là vùng Bái Thượng (huyện Thọ Xuân), đáy là đường bờ biển từ Nga Sơn đến Tĩnh Gia. Rìa phía bắc của đồng bằng được giới hạn bởi dãy núi Thạch Thành - Bỉm Sơn, rìa phía tây nam là dãy núi thuộc huyện Như Thanh. Bề mặt đồng bằng này hơi nghiêng về phía Biển Đông. Độ cao địa hình từ 7 m đến 1 m, có nhiều núi đồi dạng đảo sót với độ cao từ vài chục mét đến vài trăm mét, trong đó có một số núi đá vôi dốc đứng. Đồng bằng này được cấu tạo từ đất đá bở rời Đệ Tứ với chiều dày từ 5 m đến 70–80 m, phủ trên các đá cổ Proterozoi đến Neogen.
Trên đồng bằng Thanh Hóa có ba loại đất trồng phổ biến:
- Feralit tại vùng đồi núi ven đồng bằng.
- Đất phù sa và đất bãi ven biển (gồm đất ven sông, đất phù sa ven biển và đất cát).
- Đất mặn ven biển.

## Khí hậu
Đồng bằng Thanh Hóa nằm trong vùng khí hậu nhiệt đới ẩm, có mùa đông ngắn và mùa hạ kéo dài. Thời kì lạnh nhất là tháng 1 đến tháng 2, nhiệt độ trung bình là 18 ⁰C; thời kì nóng nhất là tháng 6 đến tháng 7 với nhiệt độ trung bình đạt 29 ⁰C.

## Phạm vi hành chính, diện tích và dân số
Phạm vi hành chính của đồng bằng Thanh Hóa gồm thành phố Thanh Hoá, thành phố Sầm Sơn và thị xã Bỉm Sơn (trừ phường Bắc Sơn), các huyện Thiệu Hóa, Nông Cống, Hoằng Hóa, Nga Sơn, Hậu Lộc, Quảng Xương, Thọ Xuân (trừ các xã Xuân Phú, Thọ Lâm, Xuân Châu, Xuân Thắng, Quảng Phú), Vĩnh Lộc (trừ các xã Vĩnh Hưng, Vĩnh Hùng, Vĩnh Thịnh, Vĩnh Quang, Vĩnh Long), Triệu Sơn (trừ các xã Thọ Sơn, Bình Sơn, Thọ Bình, Triệu Thành), Tĩnh Gia (trừ các xã Phú Sơn, Phú Lâm, Trường Lâm, Tân Trường), Hà Trung (trừ các xã Hà Long, Hà Đông, Hà Lĩnh, Hà Sơn, Hà Tiến, Hà Tân), Yên Định (trừ xã Yên Lâm).
Diện tích của đồng bằng Thanh Hóa, bao gồm toàn bộ diện tích các đơn vị hành chính nêu trên, vào khoảng 2.600 km² (chiếm khoảng 24% diện tích tỉnh Thanh Hóa), với dân số tương ứng trong thời kì 1999-2009 là khoảng 3,400,000 người (chiếm khoảng 91% dân số tỉnh Thanh Hóa), mật độ dân số đạt khoảng 1 034 người/km². Số liệu này có thể bao gồm vùng đồi thấp ở rìa đồng bằng. Theo một tài liệu khác, diện tích của đồng bằng Thanh Hóa là 1.800 km².